# Millennium (Monstrosity-album)
A Millennium az amerikai Monstrosity death metal zenekar 1996-ban megjelent második albuma. A producer megint Scott Burns volt, a lemez felvételei pedig Morrisound stúdiójában zajlottak. Ezen az albumon mutatkozott be először énekesként George „Corpsegrinder” Fisher, aki később a Cannibal Corpse tagja lett.

## Számlista
1. "Fatal Millennium"
2. "Devious Instinct"
3. "Manic"
4. "Dream Messiah"
5. "Fragments of Resolution"
6. "Manipulation Strain"
7. "Slaves and Masters"
8. "Mirrors of Reason"
9. "Stormwinds"
10. "Seize of Change"

## Fordítás
- Ez a szócikk részben vagy egészben  a   Millennium (Monstrosity album) című angol Wikipédia-szócikk ezen változatának fordításán alapul.  Az eredeti cikk szerkesztőit annak laptörténete sorolja fel. Ez a jelzés csupán a megfogalmazás eredetét és a szerzői jogokat jelzi, nem szolgál a cikkben szereplő információk forrásmegjelöléseként.